# Gesa Felicitas Krause
Gesa Felicitas Krause (Ehringshausen, 3 de agosto de 1992) es una deportista alemana que compite en atletismo, especialista en la prueba de 3000 m obstáculos.
Ganó dos medallas de bronce en el Campeonato Mundial de Atletismo, en los años 2015 y 2019, y cuatro medallas en el Campeonato Europeo de Atletismo entre los años 2012 y 2024.
Participó en tres Juegos Olímpicos de Verano, ocupando el séptimo lugar en Londres 2012, el sexto en Río de Janeiro 2016 y el quinto en Tokio 2020, en su especialidad.

## Palmarés internacional
| Campeonato Mundial | Campeonato Mundial       | Campeonato Mundial | Campeonato Mundial |
| Año                | Lugar                    | Medalla            | Prueba             |
| ------------------ | ------------------------ | ------------------ | ------------------ |
| 2015               | Pekín (China)            | Medalla de bronce  | 3000 m obstáculos  |
| 2019               | Doha (Catar)             | Medalla de bronce  | 3000 m obstáculos  |
| Campeonato Europeo |                          |                    |                    |
| Año                | Lugar                    | Medalla            | Prueba             |
| 2012               | Helsinki (Finlandia)     | Medalla de bronce  | 3000 m obstáculos  |
| 2016               | Ámsterdam (Países Bajos) | Medalla de oro     | 3000 m obstáculos  |
| 2018               | Berlín (Alemania)        | Medalla de oro     | 3000 m obstáculos  |
| 2024               | Roma (Italia)            | Medalla de plata   | 3000 m obstáculos  |